# Jules Bianchi
Jules Bianchi (Niça, 3 d'agost de 1989 - Niça, 17 de juliol de 2015) fou un pilot de curses automobilístiques francés.
L'any 2013 debutà en el mundial de Fórmula 1 amb l'escuderia Marussia F1 Team.
L'any 2014, al Gran Premi del Japó, va patir un greu accident en la volta 46, impactant contra la grua que estava retirant el monoplaça d'Adrian Sutil, que acabava de sortir de la pista de la mateixa forma que ell. El traslladaren inconscient a l'hospital, ja que les condicions climatològiques impedien el trasllat en helicòpter.
L'any 2015, després de mesos en coma, morí al Centre Hospitalier Universitaire de Niça, al sud de França.